# Донецк
 Тази статия е за града в Украйна.  За града в Русия вижте Донецк (Ростовска област).  
Доне́цк (на украински: Донецьк; от 1869 до 1923 г. – Юзовка; от 1924 до 1964 г. – Сталино) е град (от 1917 г.) в Украйна, административен център на Донецка област. Столица на непризнатата Донецка народна република. Разделен е на 9 района.

## География
През Донецк протича река Калмиус, на територията на която в пределите на града е изграден язовир.
Населението на града е 901 хил. жители (2022), а на метрополния регион (2022) – 1 560 000 души.
Благодарение на богатите залежи в Източна Украйна на желязна руда и каменни въглища градът преживява бурно развитие от своето основаване през 1869 от британския предприемач Джон Хюс (Юз по тогавашната транскрипция). В негова чест градът е наречен Юзовка – до 1924, а през съветско време е носил и името Сталино. Най-големият център на тежката промишленост (особено добив на въглища и черна металургия) в т.нар. Донбас (от Донецки басейн) в Източна Украйна.

## Личности
- Джон Хюс (Юз) – основател на Донецк
- Сергей Бубка (р. 1963) – украински спортист (лека атлетика), заслужил майстор на спорта (1983); олимпийски (1988), световен (1983, 1987, 1991, 1995), европейски (1986), съветски (1984, 1985) шампион по овчарски скок

## Побратимени градове
- Шефийлд (Великобритания)
- Бохум (Германия)
- Шарлероа (Белгия)
- Таранто (Италия)
- Питсбург (САЩ)
- Москва (Русия)
- Вилнюс (Литва)
- Катовице (Полша)